# FC Lero
Der FC Lero ist ein osttimoresischer Fußballverein. Er ist in Iliomar (Gemeinde Lautém) ansässig.

## Geschichte
Der FC Lero wurde 2016 gegründet.
Am 20. April 2017 wurden von der Liga Futebol Amadora zwölf Mannschaften bestimmt, die sich in einem Turnier für die zweite Liga qualifizieren konnten. Einer davon war der FC Lero.
Das Turnier fand vom 16. bis zum 31. März 2017 statt. Dem FC Lero erreichte mit drei Siegen schließlich die Spielberechtigung für die zweite Liga. In der Liga Futebol Amadora Segunda Divisão 2018 kam man auf Platz 9 von 12.
Beim Landespokal Taça 12 de Novembro 2018 scheiterte man in der ersten Hauptrunde.